# Houtknoopje
Het houtknoopje (Cudoniella acicularis) is een schimmel behorend tot de familie Tricladiaceae. Het leeft saprotroof op vermolmde stammen en stronken, soms takken van loofbomen, vooral de eik (Quercus). Vruchtlichamen verschijnen in de herfst op dode stammen, spaanders, op gevallen stammen of takken van een boom. Ze hebben voldoende vocht nodig en gedijen op hout dat gedeeltelijk is ondergedompeld in water of natte grond (maar kan voorkomen op redelijk droge locaties). 

## Kenmerken

### Uiterlijke kenmerken
De apothecia (vruchtlichamen) zijn, 5–12 mm hoog, samengesteld uit een steel en een hoed en lijkt qua uiterlijk op een paddenstoel. De hoed is bolvormig tot plat, 2 tot 10 mm in diameter, wit, soms met een grijsachtige of roodachtige tint. De steel is cilindrische, recht of gebogen, wit, 5-7 (10) mm hoog (3) en 1-2 mm dik.

### Microscopische kenmerken
De asci zijn 8-sporig, cilindrisch-spoelvormig, met een stomp taps toelopende top en meten (100) 105-110 (120) × 9-12 μm, De ascosporen zijn hyaliene, 0-3-gesepteerd, bijna cilindrisch, soms licht gebogen, taps toelopend naar beide uiteinden en meten (17) 19-22 × 4-5 μm. 

## Verspreiding
Cudoniella acicularis komt voor in Noord-Amerika, Europa en Korea. Het is overal zeldzaam en wordt vaak over het hoofd gezien vanwege zijn kleine formaat. Koreaanse exemplaren hebben sporen die groter zijn dan Europese collecties en verschillen ook in grijsachtige kleur.
In Nederland komt het houtknoopje algemeen voor. Het staat niet op de rode lijst en is niet bedreigd.